# Cẩm Lý
Cẩm Lý là một xã thuộc tỉnh Bắc Ninh, Việt Nam.

## Địa lý
Xã Cẩm Lý có vị trí địa lý:
- Phía đông giáp phường Nguyễn Trãi, thành phố Hải Phòng
- Phía tây giáp phường Tân An
- Phía nam giáp phường Trần Hưng Đạo, thành phố Hải Phòng
- Phía bắc giáp các xã Bắc Lũng và Nghĩa Phương.

Xã Cẩm Lý có diện tích 49,08 km², dân số 20.084 người, mật độ dân số đạt 409 người/km².

## Lịch sử
Ngày 28 tháng 9 năm 2024, Ủy ban Thường vụ Quốc hội ban hành Nghị quyết số 1191/NQ-UBTVQH15 về việc sắp xếp đơn vị hành chính cấp huyện, cấp xã của tỉnh Bắc Giang giai đoạn 2023 – 2025 (nghị quyết có hiệu lực từ ngày 1 tháng 1 năm 2025). Theo đó, sáp nhập toàn bộ 10,24 km² và quy mô dân số là 4.445 người của xã Vũ Xá vào xã Cẩm Lý. Xã Cẩm Lý có 38,06 km² diện tích tự nhiên và quy mô dân số là 14.413 người.
Ngày 16 tháng 6 năm 2025, Ủy ban Thường vụ Quốc hội ban hành Nghị quyết số 1658/NQ-UBTVQH15 của UBTVQH về việc sắp xếp các đơn vị hành chính cấp xã của tỉnh Bắc Ninh năm 2025. Theo đó, sắp xếp toàn bộ diện tích tự nhiên, quy mô dân số của xã Đan Hội và xã Cẩm Lý thành xã mới có tên gọi là xã Cẩm Lý.